# George N. Seger

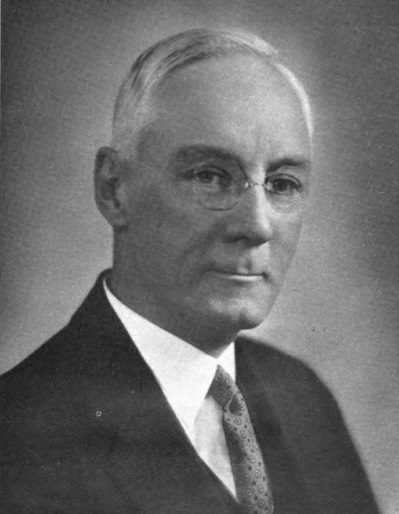
George N. Seger

George Nicholas Seger (* 4. Januar 1866 in New York City; † 26. August 1940 in Washington, D.C.) war ein US-amerikanischer Politiker. Zwischen 1923 und 1940 vertrat er den Bundesstaat New Jersey im US-Repräsentantenhaus.

## Werdegang
George Seger besuchte die öffentlichen Schulen seiner Heimat. Im Jahr 1899 kam er nach Passaic in New Jersey, wo er in der Baubranche arbeitete. Gleichzeitig begann er als Mitglied der Republikanischen Partei eine politische Laufbahn. Zwischen 1906 und 1911 gehörte er dem Bildungsausschuss von Passaic an; von 1911 bis 1919 war er Bürgermeister dieser Stadt. Im Jahr 1916 nahm er als Delegierter an der Republican National Convention in Chicago teil, auf der Charles Evans Hughes als Präsidentschaftskandidat nominiert wurde. In den Jahren 1917 und 1918 war Seger Präsident des Städtetags von New Jersey. Von 1919 bis 1923 war er Stadtkämmerer. Während des Ersten Weltkrieges gehörte er dem nationalen Verteidigungsrat an.
Bei den Kongresswahlen des Jahres 1922 wurde Seger im siebten Wahlbezirk von New Jersey in das US-Repräsentantenhaus in Washington gewählt, wo er am 4. März 1923 die Nachfolge von Amos H. Radcliffe antrat. Nach acht Wiederwahlen konnte er bis zu seinem Tod am 26. August 1940 im Kongress verbleiben. Seit 1933 vertrat er als Nachfolger von Fred A. Hartley den achten Distrikt seines Staates. Während seiner Zeit im Kongress wurden dort ab 1933 die meisten der New-Deal-Gesetze der Bundesregierung unter Präsident Franklin D. Roosevelt verabschiedet. Im Jahr 1933 wurden der 20. und der 21. Verfassungszusatz ratifiziert.